# Alloraphidia asiatica
Alloraphidia asiatica là một loài côn trùng trong họ Alloraphidiidae thuộc bộ Raphidioptera. Loài này được Ponomarenko miêu tả năm 1993.